# Jendouba Sport
Jendouba Sport – tunezyjski klub piłkarski z siedzibą w Jendoubie.

## Historia
Klub został założony w 1922. W sezonie 2005/2006 zadebiutował w rozgrywkach pierwszej ligi, spadł jednak wówczas do drugiej ligi.

### Historia występów w pierwszej lidze
| Sezon   | Liga    | Miejsce      |
| ------- | ------- | ------------ |
| 2005/06 | Ligue I | 13. (spadek) |
| 2007/08 | Ligue I | 12.          |
| 2008/09 | Ligue I | 14. (spadek) |

## Reprezentanci kraju grający w klubie
stan na grudzień 2023
|  | - Wael Bellakhal - Hichem Ben Khaled - Hamza Jelassi - Rami Jridi - Slama Kasdaoui |